# Órgano de la Iglesia de la Madeleine

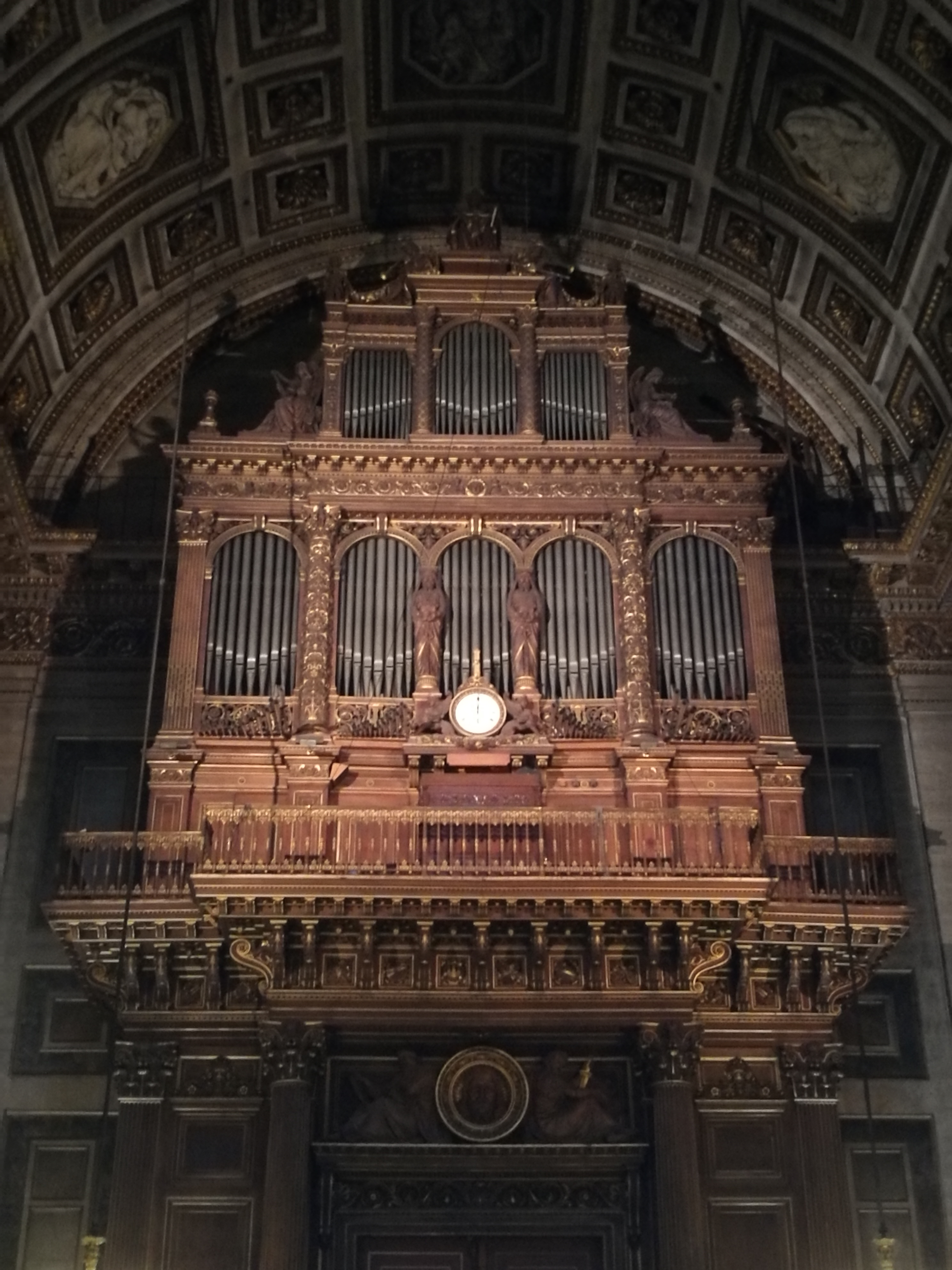
Órgano de la Iglesia de la Madeleine.

El órgano de la Iglesia de la Madeleine es un instrumento emplazado en dicho templo ubicado en París, Francia, fue fabricado por el organero francés Aristide Cavaillé-Coll en 1846, pese a que su placa dice que lo fue en 1845. Actualmente cuenta con 58 registros, cuatro manuales y pedalera, al momento de su construcción tenía 46 registros.
Varios músicos de renombre han sido organistas en la Iglesia de la Madeleine como Louis James Alfred Lefébure-Wély, Camille Saint-Saëns, Charles-Alexandre Fessy, Théodore Dubois, Gabriel Fauré, Henri Dallier, Édouard Mignan y Jeanne Demessieux.

## Historia
A partir de 1838 comenzaron las tratativas para la construcción del órgano de la Iglesia de la Madeleine. La fábrica de órganos de Madeleine cubrió los costos. La caja y las esculturas del órgano fueron costeadas por el gobierno. Por consejo del Prefecto del Sena, se contactó inicialmente al organero Mooser, de Friburgo, Suiza, quien había construido el órgano para la iglesia de San Nicolás de esa ciudad. Al fallecer Mooser en 1841 se abrió un concurso entre los organeros más renombrados: Aristide Cavaillé-Coll, Daublaine, John Abbey, Dallery, Larroque de París, Augustin Zeiger de Lyon y Henry de Burdeos. Se formó un jurado examinador, presidido por el barón Séguier, miembro de la Academia de Ciencias. Finalmente fue Cavaillé-Coll quién obtuvo la mayoría de los votos. El órgano se terminó en 1846 y costó a la parroquia 73.000 francos. El Consejo de la iglesia nombró una comisión responsable de la verificación y aceptación del órgano, también fue presidida por el Barón Séguier y varios miembros de academias de arte, arquitectos y destacas personalidades como Louis-James-Alfred Lefébure-Wély y Ambroise Thomas.
El órgano se terminó en 1846, aunque la placa de la consola reza: «Cavaillé-Coll Père et Fils, facteur d'orgues du Roi, 1845 / Cavaillé-Coll Father and Son, King's organ builders, 1845». En ese tiempo, Dominique Cavaillé-Coll y su hijo Aristide trabajaban juntos aunque la presencia del hijo era superior a la del padre. La estructura tonal, la gran cantidad de tubos de labio y la ubicación de la consola frente a la caja del órgano, de forma que el organista queda mirando hacia el altar, contribuye a dotar al conjunto de un aire romántico, incluso sinfónico, y a transformar al organista litúrgico en un virtuoso del concierto. En el momento de su instalación, era un instrumento de 46 registros, cuatro teclados manuales y pedalera, todos los tubos estaban integrados en la caja del órgano, eliminando así el contraste entre el positivo y principal. Charles Mutin realizó una revisión general en 1927 y retiró el registro Bourdon 8' y el Octavin del Récit, para colocar un Gambe y un Celeste.
En 1956 se le agregaron seis registros, un trabajo hecho por Ets Roethinger y dirigido por R. Boisseau. Además se instaló en la división Bombarde dis mixturas: un Fourniture IV y un Cornet III. La Trumpet se transformó a una Bombarde 16, por cambio de posición. Se adicionó un Prestant 4' y un nuevo Cymbal al swell. Entre 1970 y 1971 se llevó a cabo una restauración por Danion-Gonzalez en donde se quitaron las máquinas Barker para electrificar los registros y la acción de las notas, siendo electrificadas las divisiones Grand orgue, Bombarde y Positif, mientras que las divisiones pedal y Swell se pasaron a acción electroneumática. Se instaló una nueva consola con una extensión de 56 y 32 notas en el manual y pedal respectivamente. La caja de viento fue renovada para la división pedal y Swell. A la división Grand orgue se le adicionó un Piccolo 1' y una Cornet V, mientras que a la división Swell se le suprimió la Gambe y la Celeste de Mutin fue retirada para poner un Bourdon 8' y un Larigot 1 1/3. A la división pedal se le adicionó además una nueva Flauta 4'. Danion-Gonzalez reparó el sistema de viento en 1983. Dargassies restauró registros transformados o añadidos en 1970. Para 1970 la tracción de las notas de las divisiones de pedal y Récit expressif era electroneumática. Sin embargo las divisiones Grand orgue, Positif y Bombarde tenían tracción eléctrica directa. La sensibilidad era mala, por lo que en 1986 se reemplazaron por máquinas electroneumáticas. Dargassies añadió en el 2000 dos registros en chamade que habían sido planeados originalmente por Cavaillé-Coll. La división Récit estaba en una sola caja de viento, y los tubos estaban muy juntos entre sí, haciendo el trabajo de afinación dificultoso. Dargassies en 2008 dividió en dos la división colocando una pasarela entre ambos, así los registros ahora son más fáciles de afinar, además al separar los tubos mejoró el sonido resultante de la división.
Varios músicos de renombre han sido organistas en la Iglesia de la Madeleine como Louis James Alfred Lefébure-Wély, Camille Saint-Saëns, Charles-Alexandre Fessy, Théodore Dubois, Gabriel Fauré, Henri Dallier, Édouard Mignan y Jeanne Demessieux.

## Características
Sobre la puerta de entrada a la Iglesia de la Madeleine se alza el órgano de Aristide Cavaillé-Coll. La galería sobre la que se asienta descansa sobre columnas y pilastras corintias. La caja del órgano consta de ocho arcadas superpuestas, cinco inferiores y tres superiores. Las arcadas interiores están decoradas por cariátides de hombres barbudos que sostienen libros. A derecha e izquierda de las arcadas superiores se sientan dos ángeles, cada uno de 1,60 metros de altura. En lo más alto del órgano, llegando hasta la bóveda, se encuentra un Cristo sedente bendiciendo, flanqueado por dos ángeles que sostienen trompetas. La caja del órgano, la galería, los soportes y la puerta que los enmarca son de madera de roble. La balaustrada que rodea la galería es de hierro pulido, decorada con dorado. Toda la carpintería fue realizada por Lindenberg. Actualmente cuenta con 58 registros, cuatro manuales y pedalera, al momento de su construcción tenía 46 registros.

## Disposición
| I - Grand orgue | II - Positif | III - Bombarde | IV - Récit expressif | Pédale |
| --- | --- | --- | --- | --- |
| Montre 16' Gambe 16' Montre 8' Salicional 8' Flûte harmonique 8' Bourdon 8' Prestant 4' Quinte 2 2/3' Doublette 2' Piccolo 1' Fourniture Vrgs Cymbale Vrgs Cornet Vrgs Trompette 8' Cor anglais 8' | Montre 8' Viole de gambe 8' Voix céleste 8' Flûte douce 8' Prestant 4' Dulciane 4' Octave 2' Trompette 8' Trompette 8' (en chamade) Musette 8' Clairon 4' Clairon 4' (en chamade) | Soubasse 16' Flûte harmonique 8' Flûte traversière 8' Basse 8' Flûte octaviante 4' Octavin 2' Fourniture IV rgs Cornet III Bombarde 16' Trompette 8' Clairon 4' | Flûte harmonique 8' Bourdon céleste 8' Prestant 4' Flûte octaviante 4' Octavin 2' Larigot 1 1/3' Plein jeu IV rgs Cymbale III rgs Bombarde 16' Trompette 8' Basson-Hautbois 8' Voix humaine 8' Clairon 4' | Quintaton 32' Contrebasse 16' Flûte 8' Violoncelle 8' Flûte 4' Bombarde 16' Basson 16' Trompette 8' Clairon 4' |
| Accouplements : - Réc./G.O. en 16', en 8' et en 4' ; - Bomb./G.O. ; - Pos./G.O. ; - Réc./Bomb. ; - Réc./Pos. ; - Tirasse Bomb. en 8' et en 4' ; - Tirasse G.O ; - Tirasse Pos. ; - Tirasse Réc. ; Accesorios: appel d'anches Bomb., G.O., Pos., Péd., Réc. ; anulador, expression Récit. par bascule ; Tremuland Réc. ; tutti ; tutti plein jeu, combinaciones, crescendo general. | | | | |

## Organistas titulares
- Charles-Alexandre Fessy, 1846 a 1847 ;
- Louis James Alfred Lefébure-Wély, 1847 a 1857 ;
- Camille Saint-Saëns, 1857 a 1877 ;
- Théodore Dubois, 1877 a 1896 ;
- Gabriel Fauré, 1896 a 1905 ;
- Henri Dallier, 1905 a 1934 ;
- Édouard Mignan, 1935 a 1962 ;
- Jeanne Demessieux, 1962 a 1968 ;
- Odile Pierre, 1969 a 1979 ;

### Organistas suplentes
- Eugène Gigout, durnte los años 1860 ;
- Charles-Marie Widor, sustituyendo a Saint-Saëns durante las vacaciones de Navidad de 1869, éste último había partido hacia Weimar;
- Gabriel Fauré, suplente de Saint-Saëns desde 1872, antes de convertirse en miembro titular;
- Fernand de La Tombelle, suplente de Dubois y Fauré entre 1885 y 1898;
- Charles-Marie Pollet, suplente de Fauré de 1898 a 1905;
- Nadia Boulanger, suplente de Fauré y luego de Dallier desde 1903;
- Édouard Mignan, suplente de Dallier desde 1912, antes de convertirse en miembro titular;
- Pierre Labric, suplente de Jeanne Demessieux en la década de 1960;
- Élisabeth Havard de la Montagne, suplente de Jeanne Demessieux y luego de Odile Pierre de 1967 a 1979.

#### Galería

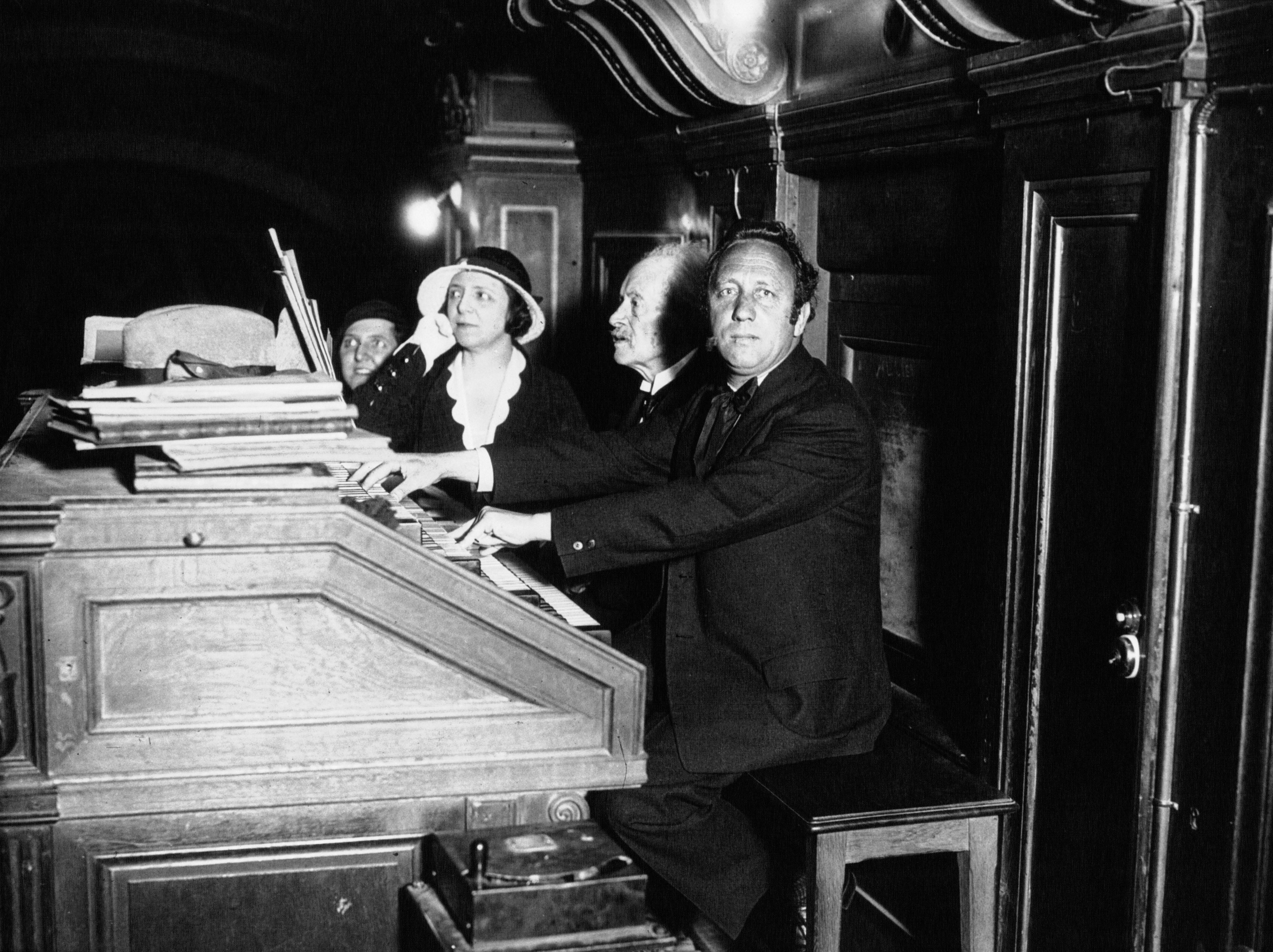
Gabrielle Ritter-Ciampi, Henri Dallier y Joseph Messner, 1932.
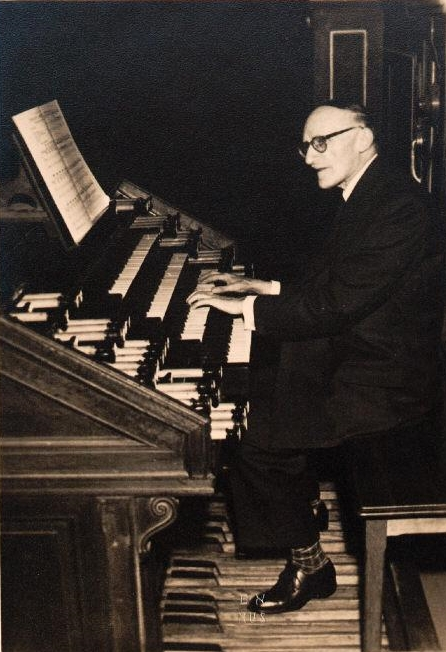
Édouard Mignan.
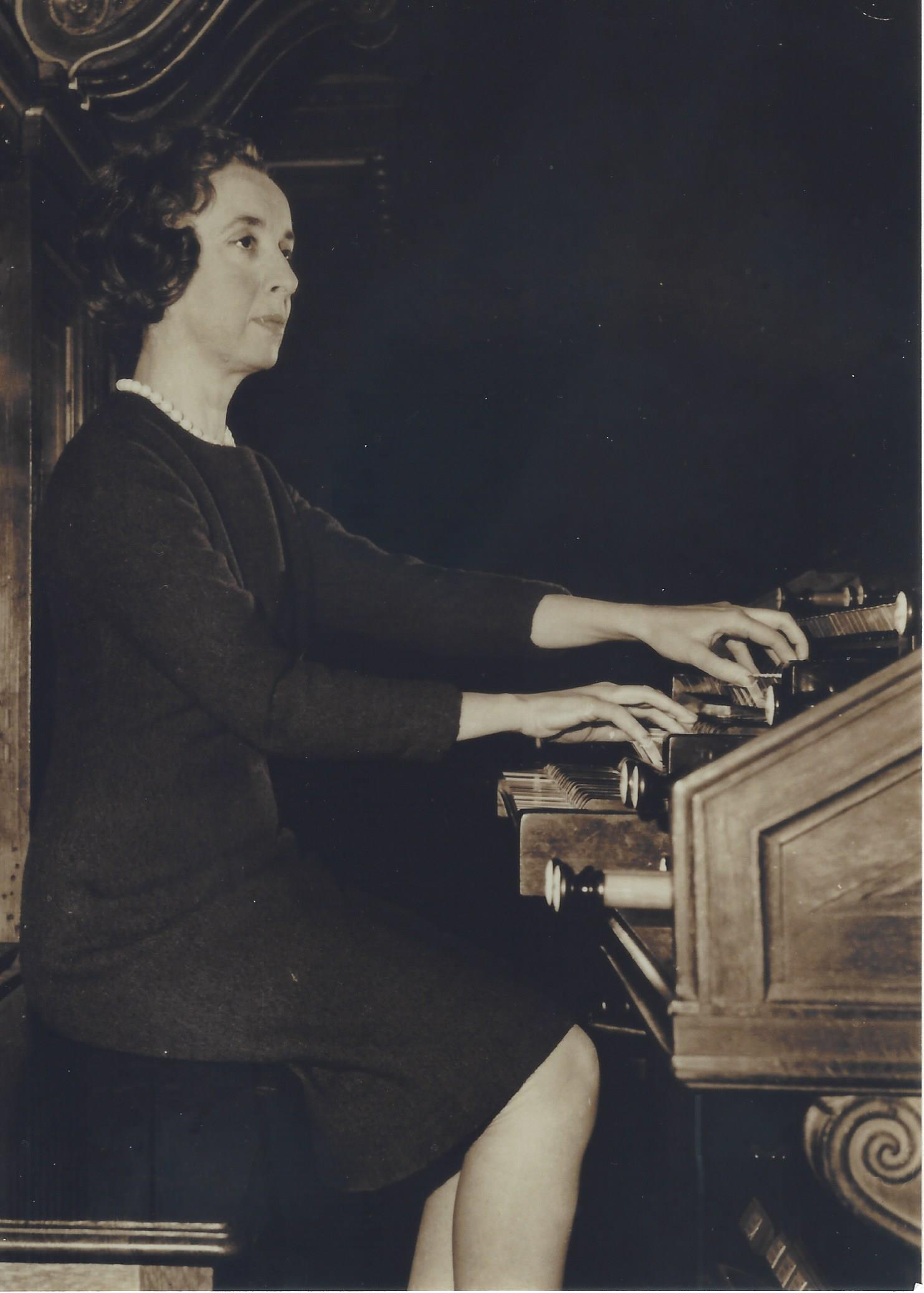
Jeanne Demessieux.